# Pape Seydou N'Diaye
Pape Seydou N'Diaye (sinh ngày 11 tháng 2 năm 1993) là một cầu thủ bóng đá người Sénégal hiện tại thi đấu ở vị trí thủ môn cho ASC Niarry Tally.

## Sự nghiệp

### Câu lạc bộ
Từ năm 2012 N'Diaye thi đấu cho ASC Niarry Tally.	

### Quốc tế
Sau khi nằm trong đội hình tham dự Thế vận hội, N'Diaye tham dự Cúp bóng đá U-23 châu Phi 2015 ở quê nhà. Sénégal về đích thứ 4 ở giải đấu sau khi thất bại ở bán kết trước Nigeria và trận tranh hạng ba trước Nam Phi.
N'Diaye thi đấu trận đầu tiên cho đội tuyển quốc gia Sénégal ngày 10 tháng 2 năm 2016, trong thất bại giao hữu 2–0 México ở Miami.. Anh tham dự Cúp bóng đá châu Phi 2017 diễn ra ở Gabon.